# Anomiopus caputipilus
Anomiopus caputipilus е вид насекомо от семейство Листороги бръмбари (Scarabaeidae).

## Разпространение
Видът е разпространен в Бразилия (Гояс и Мато Гросо).